# Valley Park (Missouri)
Valley Park – miasto w Stanach Zjednoczonych, w stanie Missouri, w hrabstwie St. Louis.